# Cornelis Backer
Cornelis Backer (Groninga, 20 novembre 1798 – Zwolle, 30 giugno 1864) è stato un politico olandese.

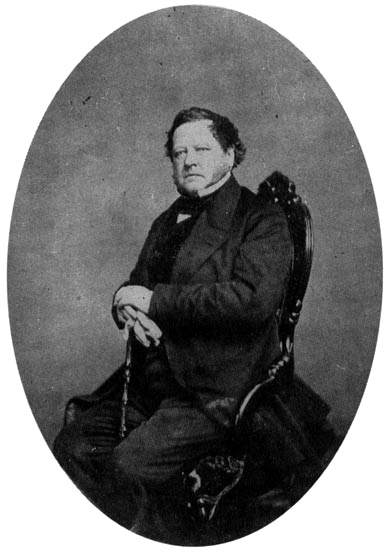
C. Backer

Dissertatio iuridica de periculo, 1821 (Fondazione Mansutti, Milano).

Fu membro della Tweede Kamer e rettore dell'Università di Groningen, celebre per gli studi di teologia e di giurisprudenza. Fu inoltre commissario del re e della regina dell'Overijssel dal 1850 al 1864.
Sotto il suo rettorato fu pubblicata nel 1821 la Dissertatio juridica di Eelco Tinga, incentrata sul diritto marittimo e sulle assicurazioni, diviso in quattro capitoli e con un approfondimento sul rischio. Una copia del volume è conservata alla Fondazione Mansutti di Milano.